# ستيفن إموري
ستيفن إموري (بالإنجليزية: Steven Emory)‏ هو لاعب كرة قدم أمريكي، ولد في 16 يناير 1989 في فورت كولنز في الولايات المتحدة. لعب مع كولورادو رابيدز.

## وصلات خارجية
- ستيفن إموري على موقع الدوري الأمريكي (الإنجليزية)
- ستيفن إموري على موقع قاعدة بيانات كرة القدم.إي يو (الإنجليزية)